# Kummelberg
Der Kummelberg, auch Kummel genannt, im Mittelgebirge Harz ist ein 536 m ü. NHN hoher Berg auf der Grenze des Stadtgebiets von Bad Lauterberg zum gemeindefreien Gebiet Harz des Landkreises Göttingen (Niedersachsen).

## Geographische Lage
Der Kummelberg befindet sich im Oberharz im Naturpark Harz. Er erhebt sich direkt nördlich der Kernstadt von Bad Lauterberg und westlich des Lauterberger Ortsteils Odertal, zwischen der Oder im Osten und deren Zufluss Lutter im Westen. Der Berg hat zwei Kuppen, die in Westnordwest-Ostsüdost-Richtung etwa 150 m voneinander entfernt sind: Die Westkuppe ist 536 m hoch und die Ostkuppe etwa 535 m.

## Geschichte und Beschreibung
Auf der Ostkuppe des bewaldeten Kummelbergs steht seit 1904 der Lauterberger Bismarckturm, ein etwa 15 m hoher Aussichtsturm, von dessen Aussichtsplattform (ca. 550 m ü. NHN) der Blick unter anderem in die Harzlandschaft, hinab nach Bad Lauterberg und in das Harzvorland fällt.

Blick vom Ortsteil Odertal auf die Ostseite des Kummelbergs (links im Hintergrund)